# Liste des gares de la wilaya de M'Sila
La liste des gares de la wilaya de M'Sila, est une liste des gares ferroviaires situées dans la wilaya de M'Sila, en Algérie.

## Gares ferroviaires dans la wilaya
La wilaya de M'Sila compte sept gares. Elles sont exploitées par la Société nationale des transports ferroviaires (SNTF).
| Gare                  | Commune       | Lignes                                                             |
| --------------------- | ------------- | ------------------------------------------------------------------ |
| Gare de Aïn El Hadjel | Aïn El Hadjel | Tissemsilt à M'Sila                                                |
| Gare de Berhoum       | Berhoum       | Aïn Touta à M'Sila                                                 |
| Gare de Bouti Sayah   | Bouti Sayah   | Tissemsilt à M'Sila                                                |
| Gare de Magra         | Magra         | Aïn Touta à M'Sila                                                 |
| Gare de Medjez        | M'Sila        | Bordj Bou Arreridj à M'Sila                                        |
| Gare de M'Sila        | M'Sila        | Aïn Touta à M'Sila Bordj Bou Arreridj à M'Sila Tissemsilt à M'Sila |
| Gare d'Ouled Derradj  | Ouled Derradj | Aïn Touta à M'Sila                                                 |

| \| M'Sila Aïn El Hadjel Berhoum Magra Medjez Bouti Sayah Ouled Derradj \| Localisation des gares de la wilaya de M'Sila |
| M'Sila Aïn El Hadjel Berhoum Magra Medjez Bouti Sayah Ouled Derradj                                                     |

## Lignes ferroviaires dans la wilaya
La wilaya est traversée par trois lignes : 
- la ligne de Aïn Touta à M'Sila ;
- la ligne de Bordj Bou Arreridj à M'Sila ;
- la ligne de Tissemsilt à M'Sila.